# Yellow Flower
Yellow Flower ist das sechste Mini-Album der südkoreanischen Girlgroup Mamamoo. Es wurde am 7. März 2018 von Rainbowbridge World veröffentlicht.

## Hintergrund
Rainbowbridge World gab am 14. Februar 2018 bekannt, dass Mamamoo sich auf ihr Comeback im März vorbereiten würden. Einige Tage später wurden weitere Details, wie der Titel des Albums und der neuen Single, bekannt gegeben. Yellow Flower erschien am 7. März 2018 zusammen mit der Single Starry Night.
Mit Yellow Flower startete die Gruppe ihr „4 seasons, 4 colors“-Projekt. Vier Alben sollen jeweils eine Farbe, eine Jahreszeit und ein Mitglied der Gruppe als Schwerpunkt haben. Die Farben der Mitglieder wurden bereits im Musikvideo der im Januar erschienenen Single Paint Me vorgestellt: Hwasas Farbe ist gelb, Moonbyul rot, Solar blau und Wheein weiß.
Produziert wurde das Album von Kim Do-hoon, dem CEO von Rainbowbridge World. Hwasa, Moonbyul und Solar waren an der Entstehung fast aller Lieder des Albums beteiligt.

## Titelliste
| Nr.          | Titel                                           | Text                                 | Musik                                                                        | Länge |
| ------------ | ----------------------------------------------- | ------------------------------------ | ---------------------------------------------------------------------------- | ----- |
| 1.           | From Winter to Spring (겨울에서 봄으로) (Intro) | Solar                                | Solar                                                                        | 0:24  |
| 2.           | Star Wind Flower Sun (별 바람 꽃 태양)          | Solar, Moonbyul                      | Solar                                                                        | 3:43  |
| 3.           | Starry Night (별이 빛나는 밤)                   | Kim Do-hoon, Park Woo-sang, Moonbyul | Kim Do-hoon, Park Woo-sang                                                   | 3:31  |
| 4.           | Be Calm (덤덤해지네) (Hwasa solo)               | Hwasa                                | Park Woo-sang, Hwasa                                                         | 3:28  |
| 5.           | Rude Boy                                        | Cosmic Sound, Cosmic Girl, Moonbyul  | Cosmic Sound, Cosmic Girl                                                    | 3:10  |
| 6.           | Spring Fever (봄타)                             | Jowul, Moonbyul                      | Command Freaks, Mayu                                                         | 3:48  |
| 7.           | Paint Me (칠해줘)                               | Jowul                                | Mich Hansen, Peter Wallevik, Daniel Davidsen, Chelcee Grimes, Kara DioGuardi | 3:39  |
| Gesamtlänge: | Gesamtlänge:                                    | Gesamtlänge:                         | Gesamtlänge:                                                                 | 21:43 |

## Charterfolge
| Land               | Charts                 | Höchstplatzierung |
| ------------------ | ---------------------- | ----------------- |
| Südkorea           | Gaon Album Chart       | 1                 |
| Vereinigte Staaten | Billboard World Albums | 7                 |
| Jahrescharts       |                        |                   |
| Südkorea           | Gaon Album Chart 2018  | 87                |

## Übersicht der Veröffentlichungen
| Region   | Datum        | Format   | Label                                  | Katalog-Nr. |
| -------- | ------------ | -------- | -------------------------------------- | ----------- |
| Weltweit | 7. März 2018 | Download | Rainbowbridge World LOEN Entertainment | –           |
| Südkorea | 7. März 2018 | Download | Rainbowbridge World LOEN Entertainment | –           |
| Südkorea | 7. März 2018 | CD       | Rainbowbridge World LOEN Entertainment | L200001544  |